# Природонаучен музей на Словения
Словенският природонаучен музей (на словенски: Prirodoslovni muzej Slovenije) е словенски национален музей с природонаучно, научно и образователно съдържание. Той е най-старата словенска културна и научна институция. Намира се на ул. „Музейска“ в центъра на Любляна, столицата на Словения, в близост до парк „Тиволи“, парламента и операта. Помещава се заедно с Народния музей на Словения в сграда от 1885 г., построена от майстор Вилхелм Трео по планове на виенския архитект Вилхелм Резори.

## История
Музеят е основан през 1821 г. като „Поместен музей на Карниола“ (на немски: Krainisch Ständisches Museum). Пет години по-късно австрийският император Франц II решава лично да спонсорира музея и нарежда преименуването му на „Провинциален музей на Карниола“. През 1882 г. музеят е преименуван на „Провинциален музей на Карниола – Рудолфинум“ в чест на престолонаследника Рудолф.
След създаването на Кралство Югославия името на музея е променено на „Народен музей“. През 1944 г. Словенският природонаучен музей (дотогава известен като Музей на естествените науки) се обособява и става независимо учреждение, въпреки че остава в същата сграда.
През 2005 г. музеят се сдобива с най-големия си обект, скелет на млад женски финвал на име Леонора, който е открит мъртъв на словенския бряг през 2003 г. Трупът на бозайника при откриването му тежи 11 тона и е дълъг 13, 2 m. След сложна процедура скелетът е изложен на показ в музея през есента на 2011 г.

## Колекции
Музеят разполага с национални, европейски и световни колекции, демонстриращи промените в биоразнообразието, развитието на естествената история, както и различни техники за събиране и подготовка на проби. Неговите изследователски дейности се фокусират върху природното наследство на Словения.
Геолого-палеонтологичните колекции на музея включват вкаменелости от различни словенски находища. Символ на музея е почти цял скелет на вълнест мамут, открит в Невле близо до Камник през 1938 г. В официалната публикация за откриването му от есента на 1978 г. мамутът е наречен Scopolia в чест на Джовани Антонио Скополи, водещ карниолски натуралист от XVIII век. Освен мамута от Невле, значими експонати са скелетът на риба на 210 милиона години, дълъг 84 cm, открит в планината Триглав, и скелетът на кит от епохата на миоцена, открит в Словенските хълмове.
Една от основополагащите колекции на музея е колекцията от минерали на Зигмунд Цойс. Минералите са изложени според класификацията на вътрешната им структура и сред тях е минералът цоизит, кръстен на Цойс. Има и две дървени маси в стил бидермайер, покрити с плочки от колекцията на Йозеф Палнсторх от минерали и скали.
Колекцията на Франц фон Хоенварт от черупки на мекотели се състои от около 5000 екземпляра, датиращи от 1831 г. и произхождащи главно от Индийския и Тихия океан. Колекцията от насекоми на Фердинанд Шмит включва няколко интересни екземпляра, по-специално Leptodirus hochenwartii, който е описан през 1831 г. като първото пещерно насекомо. Растенията и животните от планините, блатата и горите са показани в специализирани диорами. Изложени са и постоянни колекции от птици, влечуги, риби, бозайници и животински скелети.
Словенският звуков архив на дивата природа е колекция от животински звуци, главно на представители на същинските дървеници и цикадите, съхранени на цифрови и аналогови звукови носители.